# القتوباه
ال قتوباه یک منطقهٔ مسکونی در عربستان سعودی است که در استان مکه واقع شده‌است.